# Falk Struckmann

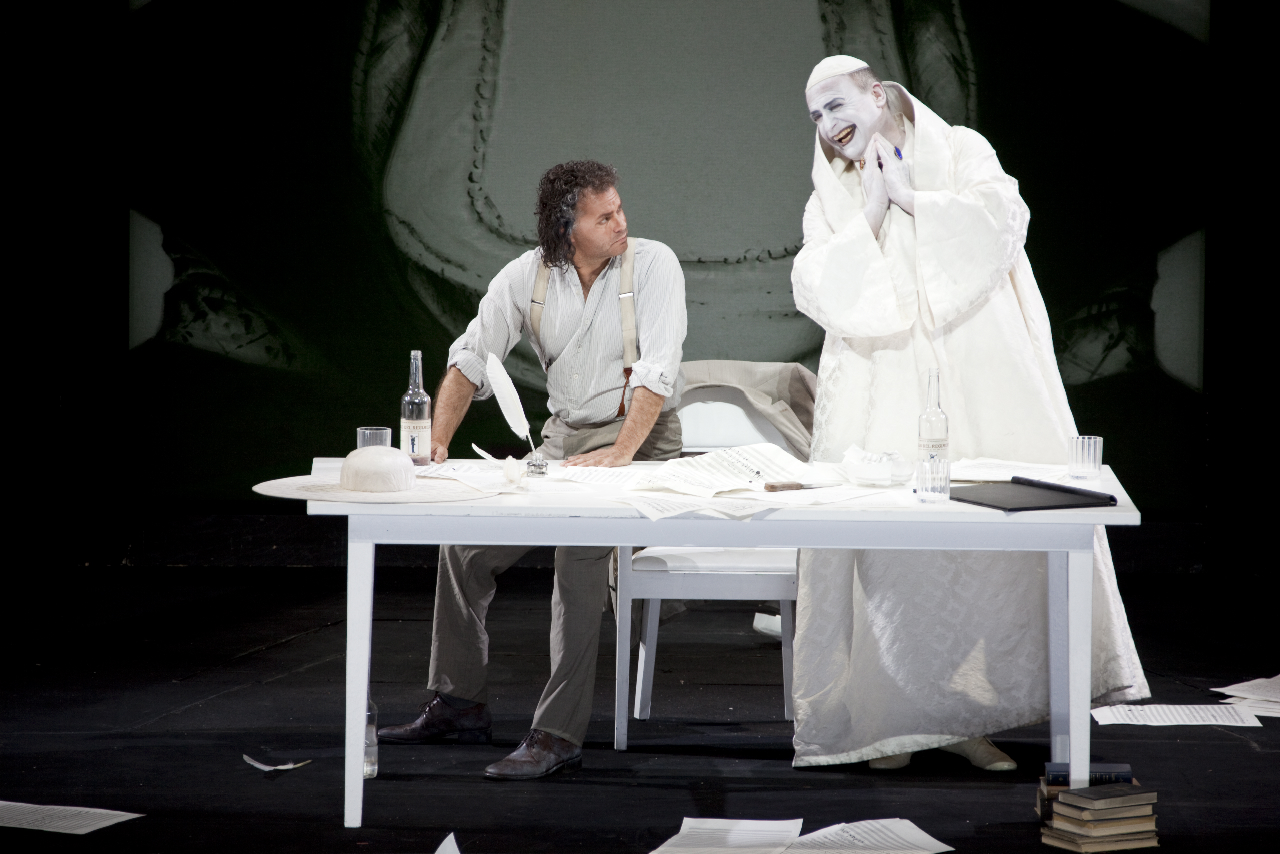
Falk Struckmann (rechts) als Kardinal Borromeo in Palestrina an der Hamburgischen Staatsoper (2011)

Falk Struckmann (* 1958 in Heilbronn) ist ein deutscher Opernsänger (Bassbariton). 

## Leben
Er debütierte 1985 in Kiel. Seit seinem Durchbruch mit dem Kurwenal in Richard Wagners Tristan und Isolde bei den Bayreuther Festspielen 1993 ist er vor allem als Wagner-Sänger gefragt. In Bayreuth war er zudem zu hören als Donner und Gunther in der Ring-Inszenierung von Alfred Kirchner unter der Leitung von James Levine, als Amfortas sowie 2006 als Wotan und Wanderer in Der Ring des Nibelungen in der Regie von Tankred Dorst unter der Leitung von Christian Thielemann. Er ist Kammersänger der Wiener Staatsoper.
Struckmann hat Auftritte an fast allen großen Opernhäusern wie z. B. den Staatsopern in Berlin, Hamburg, München und Wien, am Gran Teatre del Liceu in Barcelona, am Covent Garden in London, der Mailänder Scala, der Metropolitan Opera in New York und der Opéra National Paris.
Ab dem 19. Oktober 2008 sang er den Wotan in der Neuinszenierung der Walküre in der Staatsoper Hamburg in der Regie von Claus Guth unter der Leitung von Simone Young.

## Partien
- Orest in Elektra von Richard Strauss
- Jochanaan in Salome von Richard Strauss
- Baron Scarpia in Tosca von Giacomo Puccini
- Escamillo in Carmen von Georges Bizet
- Wozzeck in Wozzeck von Alban Berg
- Don Pizarro in Fidelio von Ludwig van Beethoven
- Friedrich von Telramund in Lohengrin von Richard Wagner
- Titelrolle in Der Fliegende Holländer von Richard Wagner
- Wotan/Der Wanderer in Der Ring des Nibelungen von Richard Wagner
- Donner in Das Rheingold von Richard Wagner
- Jago in Otello von Giuseppe Verdi
- Rangoni in Boris Godunow von Modest Mussorgski
- Barak in Die Frau ohne Schatten von Richard Strauss
- Amfortas in Parsifal von Richard Wagner
- Amonasro in Aida von Giuseppe Verdi
- Hans Sachs in Die Meistersinger von Nürnberg von Richard Wagner
- Gunther und Hagen in Götterdämmerung von Richard Wagner
- Hunding in Die Walküre von Richard Wagner
- Kurwenal in Tristan und Isolde von Richard Wagner

### Aufnahmen (Auswahl)
- Richard Wagner: Der Ring des Nibelungen (Wotan/Wanderer) mit Simone Young und Christian Thielemann
- Richard Wagner: Der Ring des Ninbelungen (Hunding/Fafner im Siegfried) mit Jaap van Zweden
- Richard Wagner: Tristan und Isolde (Kurwenal) mit Daniel Barenboim (auch DVD)
- Richard Wagner: Parsifal (Amfortas) mit Giuseppe Sinopoli (DVD), Daniel Barenboim (DVD) und Christian Thielemann
- Richard Wagner: Der Fliegende Holländer (Holländer) mit Daniel Barenboim
- Richard Wagner: Lohengrin (Telramund) mit Daniel Barenboim
- Richard Wagner: Lohengrin (Telramund) mit Semyon Bychkov
- Richard Wagner: Lohengrin (König Heinrich) mit Mark Elder
- Richard Strauss: Elektra (Orest) mit Daniel Barenboim
- Richard Strauss: Salome (Jochanaan) mit Daniel Hardubf (DVD)
- Eugen D'Albert: Tiefland (Sebastiano) mit Bertrand de Billy
- Ludwig van Beethoven: Fidelio (Don Pizarro) mit Daniel Barenboim
- Hans Pfitzner: Palestrina (Carlo Borromeo) mit Simone Young (DVD)